# Muy Muy
Pour les articles homonymes, voir Muy.
Muy Muy est une municipalité nicaraguayenne du département de Matagalpa au Nicaragua.